# Orangi
Orangi of Orangi Town (Urdu: اُورنگی ٹاؤن) is een wijk in het noordwestelijke deel van de stad Karachi in Pakistan. Orangi is 57 vierkante kilometer groot en grenst aan New Karachi Town.

## Demografie
In Orangi leven verschillende etnische groepen, waaronder Pashtun en Beloetsjen. 99% van de inwoners is moslim. In de stad leven ongeveer 2,5 miljoen mensen, terwijl de overheid zegt dat dit er 700.000 zijn.

## Geschiedenis
Het aantal inwoners steeg sterk vanaf 1965. Orangi werd bekend toen rond 1980 de lokale inwoners gefrustreerd raakten door de beperkte vooruitgang in de regio.

## Geografie
Orangi strekt zich uit van de Khasaheuvels, Noord-Nazimabad en Paposh Nagar tot de noordelijke delen van Karachi. De Khasaheuvels vormen een natuurlijke grens tussen Orangi Town en North Nazimabad Town.